# Elyhordeum bowes-lyonii
Elyhordeum bowes-lyonii är en gräsart som först beskrevs av Aleksandre Melderis, och fick sitt nu gällande namn av Aleksandre Melderis. Elyhordeum bowes-lyonii ingår i släktet Elyhordeum och familjen gräs. Inga underarter finns listade i Catalogue of Life.